# Leopold von Auersperg
Leopold hrabě von Auersperg (16. května 1855 Budapešť – 23. února 1918 Baden) byl rakousko-uherský, respektive předlitavský státní úředník a politik, v letech 1905–1906 ministr obchodu Předlitavska, v letech 1906–1907 ministr zemědělství Předlitavska.

## Biografie
V roce 1886 se stal okresním hejtmanem v Lilienfeldu. V této funkci umožnil v roce 1888 konání sjezdu sociálně demokratické strany. Od roku 1890 byl okresním hejtmanem v Badenu. V roce 1905 přešel na ministerstvo obchodu, kde zastával post sekčního šéfa.
Vrchol jeho politické kariéry nastal na počátku 20. století, kdy se za druhé vlády Paula Gautsche stal dodatečně ministrem obchodu jako provizorní správce tohoto rezortu. Post si udržel i v následující vládě Konrada Hohenloheho. Funkci zastával v období 11. září 1905 – 28. května 1906. V další vládě Maxe Becka byl od 2. června 1906 do 9. listopadu 1907 ministrem zemědělství. Ve funkci ministra ustavil veterinární poradní sbor, ale dostal se kvůli tomu do konfliktu s vedením města Vídně.
V roce 1907 se stal členem Panské sněmovny. Zastával funkci prezidenta pojišťovny soukromých úředníků a zbrojovky a hutí ve městě Enzesfeld.
V květnu 1895 se ve Vídni oženil s Wilhelmine Hanny (1873–1955), která na svět přivedla syna a dceru:
- 1. Anna (5. 10. 1897 Baden – 9. 6. 1977 Wolfsberg), manž. 1920 hrabě Hugo Henckel von Donnersmarck (30. 5. 1895 Štýrský Hradec – 7. 10. 1989 Wolfsberg)[4][5][6]
- 2. Ferdinand (7. 6. 1906 Baden – 1. 5. 1944 Vídeň), zemřel na následky zranění utrpěných během bojů druhé světové války, manž. 1939 Maria von Kink (17. 11. 1919 Vídeň – 3. 8. 2008)[7]

Leopold zemřel v Badenu v únoru 1918 ve věku dvaašedesáti let. Je pohřben na hřbitově v  Steinakirchenu v Dolním Rakousku.